# БРАТВей
«БРАТВей» (англ. Broadway Bro Down) — эпизод 1511 (№ 220) сериала «Южный парк», премьера которого состоялась 26 октября 2011 года.
Сценарий эпизода был написан в соавторстве Треем Паркером и Робертом Лопесом, который ранее работал с Паркером и Мэттом Стоуном над Книгой мормона, получившем множество премий Тони. Эпизод получил возрастной рейтинг TV-MA в Соединённых Штатах.

## Сюжет
Сослуживцы советуют Рэнди свозить жену в Денвер на мюзикл «Злая» — они уже все там побывали, и жены наградили их за это отличным оральным сексом. Но во время посещения мюзикла Рэнди узнаёт, что все бродвейские постановки тайно пропагандируют минет в своём подтексте и пишутся именно для этого. Рэнди становится большим фанатом Бродвея. Шерон с Рэнди уезжают в Нью-Йорк, чтобы просмотреть каждый мюзикл на Бродвее. Затем Рэнди решает написать собственный мюзикл, однако вместо подтекста он начинает открытую пропаганду орального секса. С ним решают встретиться известные создатели бродвейских мюзиклов, они пытаются отговорить его от безумной идеи, которая угрожает всему искусству мюзиклов, но Марш отвергает предостережения. Стивен Сондхайм вызывает его на разборку, которая, однако, происходит в стиле «братанских тёрок», после чего они мирятся и идут пить пиво. Сондхайм, Эндрю Ллойд Уэббер и Элтон Джон даже соглашаются помочь Рэнди с подтекстом.
Между тем, после того как Шелли заступилась за мальчика по имени Ларри из семьи веганов, которые всегда ходят в спасательных жилетах, они начинают дружить, а после идут вместе на мюзикл. Рэнди, узнав об этом, спешит спасать Шелли от подсознательного воздействия на неё мюзикла, и срывает представление. В дороге он рассказывает жене правду о природе мюзиклов. Ларри, отказавшийся под влиянием Шелли всегда носить свой спасательный жилет, тонет от прорыва водопровода в театре. Рэнди отказывается от карьеры бродвейского сценариста, он и Шерон мирятся.

## Факты
1. Кенни показан без капюшона во время сцены с уроками плавания, но диалога не было.
2. Кайл Брофловски не появляется в этом эпизоде.

## Отзывы
Риан МакГи из The A.V. Club дал эпизоду высший балл, сказав: «Шоу уже давно обладало своим музыкальным стилем, данным ему его сотворцами, но редко бывало так, чтобы их мастерство было представлено так эффектно, как мастерски это было сделано в эти полчаса».